# Johann I Josef de Liechtenstein
Johann I Josef (1760 - 1836) fou el desè Príncep de Liechtenstein i el cinquè sobirà d'aquest estat entre 1805 i 1806 i altre cop entre 1814 i 1836. Va ser el darrer príncep de Liechtenstein que va formar part del Sacre Imperi Romanogermànic.

## Joventut
Va ser batejat amb els noms Johann Baptist Josef Adam Johann Nepomuk Aloys Franz de Paula Liechtenstein. Havia nascut el 26 de juny de 1760 essent el quart fill de Franz Josef I de Liechtenstein i de la comtessa Maria Leopoldina de Sternberg. Als 22 anys va entrar a l'exèrcit austríac amb el grau de tinent dins un regiment de cuirassers. Durant la guerra contra els turcs (1787-1791) va guanyar l'ascens a major, després tinent coronel, i finalment coronel. Va guanyar-se fama de ser un bon oficial de la cavalleria i el 1790 va ser condecorat amb la creu dels cavallers de l'Orde Militar de Maria Teresa.

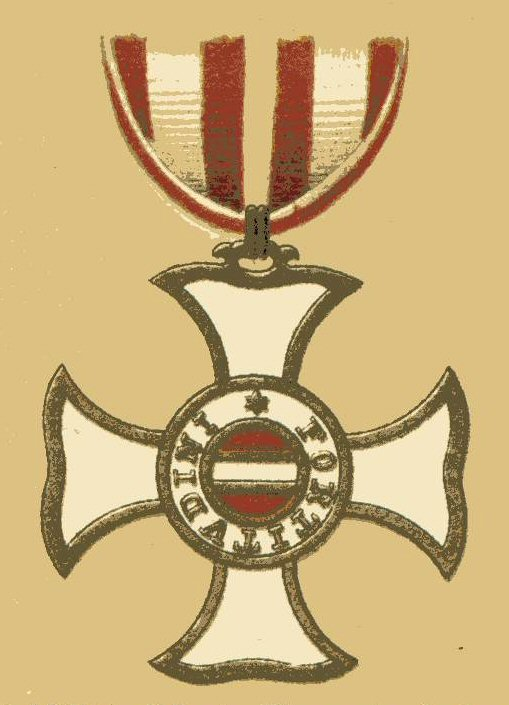
condecoració de l'Orde de Maria Teresa

## Les guerres de la Revolució Francesa
Durant les Guerres de la Revolució Francesa, Franz Josef va dirigir un exitós atac de la cavalleria a la batalla d'Avesnes-le-Sec el 12 de setembre de 1793. En aquesta batalla es va enfrontar a 7.000 soldats francesos, causant 2000 baixes comptant morts i ferits, mentre que ell només en va perdre 69 dels seus. A més va capturar 20 peces de l'artilleria i va fer 2.000 presoners.
Després va participar en altres batalles i aviat va ser ascendit a general major. El juny de 1794, va participar en la batalla de Fleurus. Dos anys més tard, el 3 de setembre de 1796 va comandar una brigada mixta de cavalleria i infanteria que formava part de la divisió a càrrec d'Anton Sztaray's a la batalla de Würzburg. Amb la seva aportació a aquesta batalla va aconseguir la creu de l'Orde de Maria Teresa.
Durant la Segona Coalició, Franz Josef va comandar la reserva austríaca a la batalla de Trebbia el 1799. A l'agost d'aquell mateix any va ser ascendit al grau de tinent general. Entre novembre i desembre se li va encomanar 8.000 soldats amb els quals va perpetar l'exitós setge de Cuneo. El 3 de desembre de 1800 va dirigir una divisió de cavalleria de 5.109 homes a la batalla de Hohenlinden.

## Les guerres napoleòniques
Franz Josef també va destacar durant les Guerres Napoleòniques. Va participar en la batalla d'Austerlitz comandant la cinquena columna de cavalleria formada per 4.600 soldats. Les seves tropes van lluitar bé tot i que no va poder evitar la derrota de l'exèrcit austro-rus. Més tard, va formar part del grup que va negociar amb Napoleó Bonaparte les condicions que van portar al Tractat de Pressburg. El 1808 ja havia aconseguit el grau de General de Cavalleria.
Al llarg de la Cinquena Coalició Franz Josef va comandar el I Reserve Korps en l'exèrcit de l'arxiduc Carles. Va participar en diferents batalles Eckmuhl el 22 d'abril de 1809, Aspern-Essling el 21–22 de maig, i la batalla de Wagram el 5–6 de juliol. Fins a l'acabament de l'any va substituir l'arxiduc Carles quan aquest va renunciar al comandament. L'emperador Francesc I d'Àustria el va ascendir a Mariscal de camp. També va formar part de les negociacions de pau del Pau de Schönbrunn rellevant Klemens von Metternich. Franz Josef va ser acusat de tenir poca traça en negociacions diplomàtiques, ja que tant aquest tractat com l'anterior imposava condicions molt dures per als perdedors. Després d'això, el 1810 es va retirar de l'exèrcit.

## Sobirà
Com a sobirà de Liechtenstein, va fer poques reformes. No obstant, el 1818 va redactar una constitució que garantia el seu govern absolutista. Va promoure l'expansió de l'agricultura i va reorganitzar l'administració per tal de convertir Liechtenstein en un estat modern. El 1805 va inaugurar l'"escola normal" per a la capacitació dels futurs educadors del país, i el 1827 va aprovar una nova Llei que declarava l'educació obligatòria i regulava les escoles públiques.
El 1806 Napoleó va incorporar Liechtenstein dins la Confederació del Rin i el va reconèixer com estat sobirà, deixant des d'aleshores de ser un estat vassall d'Àustria. Això li va permetre estar present al Congrés de Viena. El 1825 Liechtenstein va entrar a formar part de la Confederació Germànica.
El 1806 va ser nomenat cavaller nº869 de l'Orde del Toisó d'Or.

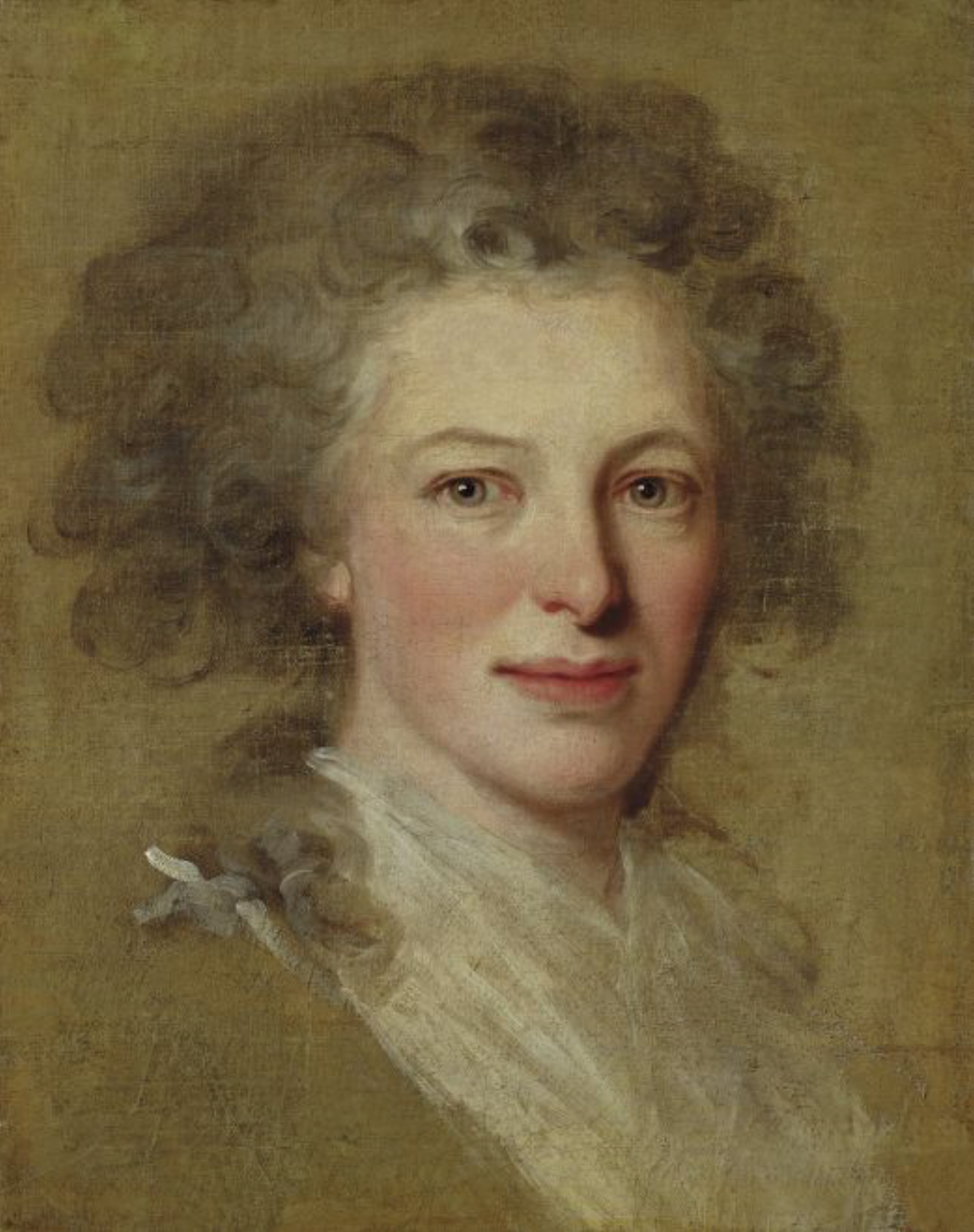
Josepa Sofie, esposa del príncep Johann Josef I

## Matrimoni i descendència
El 12 d'abril de 1792 es va casar a Viena amb Josepa de Fürstenberg-Weitra (1776 – 1848). Van tenir 14 fills:
- Maria Leopoldina Josepa Sofia Aemiliana (1793 – 1808)
- Carolina (1795 – morta en la infantesa
- Alois II de Liechtenstein (1796–1858)
- Maria Sofia Josepa (1798 – 1869), casada amb Vincenz comte Esterházy von Galántha[9]
- Maria Josepa (1800 – 1884)
- Franz de Paula de Liechtenstein (1802–1887), casat amb la comtessa Julia Potocka.
- Karl Johann de Liechtenstein (1803–1871). casat amb Rosalie d'Hemricourt comtessa de Grünne.
- Klothilda Leopoldina Josepa (1804 – 1807)
- Henriette (1806 – 1886), casada amb el comte Josep Hunyady de Kethély (Vienna,
- Friedrich Adalbert (1807 – 1885), casat amb Johanna Sofie Christiane Löwe
- Eduard Franz de Liechtenstein (1809–1864). casat amb la comtessa Honoria Choloniowa-Choloniewska
- August Ludwig Ignaz (1810 – 1824)
- Ida Leopoldine Sofia Maria casada amb Karl príncep de Hartberg und Krottenstein[10]
- Rudolf Maria Franz Placidus (1816 – 1848)

## Mort i successió
Va morir el 20 d'abril de 1836 i tres dies després va ser traslladat des de l'església de sant Miquel de Vaduz a Vranov U Brna on va ser sepultat. El va succeir el seu fill Alois.
Per ordre de l'emperador Francesc Josep I d'Àustria, el 1863 se li va erigir una estàtua de marbre de carrara al museu d'història militar de Viena.